# Philenora ypsilon
Philenora ypsilon är en fjärilsart som beskrevs av Rothschild 1916. Philenora ypsilon ingår i släktet Philenora och familjen björnspinnare. Inga underarter finns listade i Catalogue of Life.